# Pia Buxbom
Pia Buxbom (født 17. april 1965) er en billedkunstner fra Gladsaxe, Danmark

## Historie
Pia Buxbom begyndte sin karriere som professionel kunstner i 2011. (1) Hun startede med at male med fedtfarver på papir. Kort efter gik hun over til at male med olie og akryl på lærred, og i 2016 havde Pia Buxbom kreeret sin første kobberskulptur som er produceret af en 3D printer, Efterfølgende har Pia Buxbom også fremstillet skulptere i bronze, stål og PLA ligeledes fra en 3D printer. (1)
Siden 2006 har Pia Buxbom udstillet sin kunst på messer og gallerier rundt om i verden. (1)
Første gang hendes kunst blev optaget i en dansk kunstbog var i 2016. Første gang hendes kunst blev optaget i en international kunstbog var i 2017. (6)
I 2019 modtog Pia Buxbom den første pris for hendes kunst (5)
I 2020 blev Pia Buxbom optaget, ICA, international certificeret kunstner, af The International Institute for Artist (2)

## Uddannelse
Pia Buxbom begyndte sin uddannelse ved at bestå eksamenerne i billedkunst og kunsthistorie fra VUC i Gladsaxe.(3) Hun gik i mesterlære hos Hanne Ørskov, Joan Mathilde Bergquist og Sonja Godthjælp
Pia Buxbom har bestået eksamen 'Fra Leonardo til Rembrandt til Goya' på Universidad Carlos III de Madrid, via edx (3)

## Galleri
Fra 2018 har Pia Buxboms kunst været repræsenteret af Gallery Art Nou Millenni. (4)